# Houdreville
Houdreville település Franciaországban, Meurthe-et-Moselle megyében. Lakosainak száma 399 fő (2022. január 1.). Houdreville Houdelmont, Autrey, Clérey-sur-Brenon, Hammeville, Omelmont, Parey-Saint-Césaire és Vézelise községekkel határos.

## Népesség
A település népességének változása:
| Lakosok száma | 424  | 332  | 364  | 420  | 440  | 454  | 425  | 407  | 404  | 399  |
|               | 1968 | 1982 | 1990 | 2006 | 2013 | 2015 | 2017 | 2019 | 2020 | 2022 |